# De duodecim abusivis saeculi
De duodecim abusivis saeculi („Über die zwölf Missstände der Welt“) ist ein anonym überliefertes lateinisches Werk des 7. Jahrhunderts über Moral, Ethik und rechtlich korrektes Verhalten innerhalb der Gesellschaft.

## Entstehungsgeschichte
Irische Missionare übermittelten im 8. Jahrhundert die Kenntnis des Werkes nach Kontinentaleuropa. Im Mittelalter wurde das viel gelesene Werk den Heiligen Patrick von Irland, Augustinus von Hippo und Cyprian von Karthago zugeschrieben. Tatsächlich wurde es aber, wie Siegmund Hellmann 1909 als erster feststellte, im 7. Jahrhundert in Südirland von einem unbekannten Autoren verfasst, der im wissenschaftlichen Diskurs auch Pseudo-Cyprian genannt wird. Grundlagen waren neben anderen Quellen das siebente Kapitel der Regula Benedicti („Benediktsregel“) und der Kommentar des Hieronymus zum Matthäus-Evangelium. Auch Grundsätze des ursprünglichen irischen Rechts sind vorzufinden, besonders im Abschnitt über die Gerechtigkeit des Königs (fír flathemon).

## Die zwölf Missstände
Ohne weitere Einleitung werden vom Autor sofort die zwölf Missstände als Überschriften mit knapper Erläuterung angeführt und dann einzeln abgehandelt. Auch in dieser Gliederung ist der Einfluss der Benediktsregel zu erkennen, denn wie dort beginnt jeder Abschnitt mit einer Definition des zu behandelnden Themas. Ausgehend von eher moraltheologischen Betrachtungen (der Weise ohne gute Werke, der Alte ohne Religion, …) werden dann aber auch weltliche Dinge angesprochen (der ungerechte König, das gesetzlose Volk, …). Dem Missstand wird dann die entsprechende Tugend entgegengehalten.
| Abusivum                    | Missstand                          |
| --------------------------- | ---------------------------------- |
| sapiens sine operibus       | der weise Mann ohne gute Werke     |
| senex sine religione        | der alte Mann ohne Religion        |
| adolescens sine oboedientia | der junge Mann ohne Gehorsam       |
| dives sine elemosyna        | der reiche Mann ohne Wohltätigkeit |
| femina sine pudicitia       | die Frau ohne Sittsamkeit          |
| dominus sine virtute        | der Edelmann ohne Tugend           |
| Christianius contentiosus   | der streitsüchtige Christ          |
| pauper superbus             | der stolze Arme                    |
| rex iniquus                 | der ungerechte König               |
| episcopus neglegens         | der pflichtvergessene Bischof      |
| plebs sine disciplina       | die Gemeinschaft ohne Ordnung      |
| populus sine lege           | das Volk ohne Gesetz               |

## Rezeption
Das Werk, im 10. Jahrhundert besonders in England sehr populär, wirkte bis in die Renaissance hinein und beeinflusste etwa den unvollendeten Prinzenspiegel („Institutiones principales“) des Michael Marullus.

## Weblink
- Monastic Manuscript Project, De duodecim abusivis saeculi.